# شمخال سلطان
شمخال سلطان، كان أحد النبلاء القوموقيين المهمين في النصف الثاني من القرن السادس عشر في الإمبراطورية الصفوية.

## السيرة

### العائلة
كان شمخال سلطان، إلى جانب أخته سلطان آقا خانم، من العائلة القوموقية شمخال ذات الأصول الداغستانية البارزة من داخل الإمبراطورية الصفوية. تزوجّت سلطان آغا خانوم من الملك طهماسب الأول، وأنجب ابنة واحدة تُعرف باسم باري خان خانوم، وابنًا يُعرف باسم سليمان ميرزا.

### الحياة المهنية
برز شمخال سلطان بشكل بارز على الساحة السياسية في نفس الفترة التي ظهرت فيها ابنة أخته، باري خان خانم، التي أنجبتها أخته سلطان آغا خانم والملك طهماسب الأول. شارك بنشاط في الخطط السياسية لباري خان خانم وعمل لفترة متحدثًا باسمها، وخلال وجودهما، هيمن الشركس على المجال السياسي الصفوي، من بين الفصائل الأخرى التي انضمت إلى شمخال سلطان وابن عمه. أُعدم بعد وقت قصير من اغتيال ابنة أخته في عام 1578 م.